# Comune di Morelos

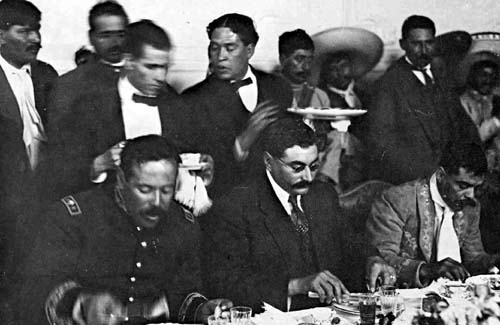
Pancho Villa, Eulalio Gutiérrez e Emiliano Zapata riuniti al Palazzo Nazionale

La Comune di Morelos fu un sistema politico ed economico alternativo di stampo zapatista stabilito durante la Rivoluzione messicana (1913-1919) dai contadini dello stato del Morelos, influenzati da Emiliano Zapata. La struttura politica ed economica del territorio era militarmente sostenuta dall'Esercito di Liberazione del Sud, da cui si formò l'esercito. La Comune di Morelos è a volte accostata alla Machnovšcina (1918-1921) fondata dal rivoluzionario anarchico ucraino Nestor Ivanovič Machno nell'Ucraina orientale durante la guerra civile russa, per le loro simili struttura e ideali.

## La riforma agraria di Manuel Palafox
La pace temporanea del 1914 diede tempo ai contadini del sud del Messico per gettare le basi per la ricostruzione socio-economica del paese. Lo strumento politico più importante nella lotta rivoluzionaria era l'Esercito di Liberazione del Sud, che non solo combatteva ma espropriava e distribuiva le terre appena poteva. Nel 1914, Manuel Palafox fu nominato Ministro dell'Agricoltura dalla Convenzione di Aguascalientes, diventando lo zapatista con la più alta carica nel nascente governo democratico della Convenzione, che riunì quasi tutte le forze rivoluzionarie messicane allora esistenti il 1º ottobre 1914. Dal gennaio 1915 Palafox iniziò a elaborare piani per attuare la riforma agraria: fondò prima la Banca Nazionale del Credito Rurale e poi tutta una serie di strutture (Scuole Regionali di Agricoltura e Fabbrica Nazionale di Attrezzi Agricoli) necessarie allo sviluppo agrario in senso egualitario.

## La Comune di Morelos
Palafox radicalizzò il Piano di Ayala, espropriando le terre ai proprietari terrieri senza indennizzo, emanando una legge agraria molto rivoluzionaria che poteva essere applicata solo nello stato zapatista di Morelos. Il problema principale era che la Convenzione non era in grado di influenzare la politica nazionale, a causa di divisioni interne e minacce esterne.
A partire dal 1915, in ogni caso, furono attuate politiche egualitarie, volte a creare comunità contadine autogestite in cui governo, governanti e governati procedessero insieme e senza cercare il potere fine a se stesso. Di conseguenza, ogni forma di potere gerarchico fu sostanzialmente abbattuta. La polizia, i funzionari statali e l'esercito furono privati del potere esercitato in passato e lo stesso Esercito di Liberazione del Sud quando non era impegnato in battaglia era, di fatto, una struttura senza potere. Gli zapatisti davano anche grande importanza all'istruzione: giovani studenti e intellettuali venivano nel Morelos per creare scuole pubbliche e diffondere l'istruzione tra la popolazione adulta. Alla fine del 1917 le comunità zapatiste erano sostanzialmente in grado di autogestirsi, grazie alle efficaci assemblee popolari che detenevano il potere amministrativo dei municipi. Il governo esisteva, ma andava dal basso verso l'alto e non viceversa. Lo stesso Zapata dette l'esempio rifiutando qualsiasi potere, sia esso locale o nazionale:

## La fine della Comune
La Comune di Morelos iniziò il suo declino quando Venustiano Carranza assunse il potere nel 1917, essendo riconosciuto presidente del Messico dalle potenze imperialiste di Germania e Stati Uniti d'America. Carranza, ritrovatosi a combattere i suoi ex compagni rivoluzionari, ordinò al generale Pablo González Garza di pacificare il Morelos. Usando una potenza di fuoco travolgente, spinse con successo le forze di guerriglia di Zapata fuori dalle città dello Stato. Un anno dopo, Zapata riuscì a respingere l'esercito di González dal Morelos. La Comune ora era solo un guscio di se stessa. Poiché le sue forze erano sempre sotto pressione militare da parte dei suoi oppositori, l'amministrazione civile di Zapata non fu in grado di attuare alcuna riforma importante nella regione. Incapace di tenere insieme la loro alleanza con i villisti, e sempre più dipendente dai felicisti liberali, Palafox fu rimosso dal suo incarico e la Convenzione di Aguascalientes fu sciolta.
Sotto la pressione delle forze di González, Zapata tentò di convincere uno dei suoi ufficiali di cavalleria, Jesús Guajardo, a disertare. Zapata lo incontrò per discuterne, ma si trattava di una trappola di González e fu assassinato. La Comune di Morelos a questo punto cessò di esistere, poiché i guerriglieri ormai demoralizzati furono respinti sulle montagne. La popolazione dello Stato, in particolare i contadini, avrebbe subito ripercussioni da parte delle forze di occupazione, compreso l'incendio dei villaggi e il ritorno a un sistema di schiavitù.

## Ideologia
La Comune di Morelos mostra somiglianze nella struttura politica con la contemporanea Machnovšcina in Ucraina e ha anche ispirato la creazione dei Comuni Autonomi Ribelli Zapatisti nel 1994, militarmente protetti dall'Esercito Zapatista di Liberazione Nazionale, nello stato del Chiapas, sempre in Messico.